# Thomas Lupset
Thomas Lupset (c. 1495-1530) était un ecclésiastique et érudit humaniste anglais.

## Biographie
Thomas Lupset  étudie à la St Paul's Cathedral School de Londres et entre très tôt dans la famille de John Colet. Il apprit les classiques de William Lily, puis se rendit à Pembroke Hall, à Cambridge,.
À Cambridge, Lupset travailla en étroite collaboration avec Érasme sur les textes du Nouveau Testament et des textes de la patristique. Il pourrait avoir voyagé en Italie avec Richard Pace (1515-1516). Sur le retour, en 1516, il s'arrêta à Paris pour faire y poursuivre ses études.
Il fréquenta de nombreux humanistes, de près ou de loin (par correspondance) : Reginald Pole, John Leland, Thomas Linacre, Thomas More, Érasme et Guillaume Budé. Lupset communiqua à Budé des feuillets du manuscrit de Linacre intitulé De Sanitate Tuenda et, dès que des exemplaires deL'Utopie imprimés à Louvain atteignirent Paris, il en offrit un à Budé. Peut-être est-ce dans les échanges qui suivirent entre More, Érasme, Lupset et Budé que l'idée vint d'une épître de ce dernier, adressée à Lupset, pour servir d'introduction à la deuxième édition de L'Utopie imprimée à Paris en 1517.
À partir de 1519, il fut soutenu par le cardinal Wolsey et il obtint une place de lecteur au Corpus Christi College de Cambridge, où il succéda à John Clement. Ensuite, il devint membre du clergé et donna des lectures en grec. Il fut aussi le tuteur de Thomas Wynter, le fils de Wolsey.

## Œuvres
Thomas Lupset réalisa essentiellement un travail éditorial, en tant que correcteur ou éditeur, pour ses amis et connaissance (More, Érasme, Linacre, Budé, Pole et Leland) dont il suivit l'édition de textes ou de livres chez divers imprimeur pour eux. Ainsi, il suivit l'édition des traités de Galien, traduits par Linacre, imprimée chez Guillaume Le Rouge, chez lequel Lupset travaillait comme correcteur. Ainsi, Lupset suivit la deuxième édition de L'Utopie de Thomas More imprimée à Paris, elle, chez Gilles de Gourmont.
Ses propres écrits, principalement des lettres, des traductions et des traités de morale, furent rassemblés et publiés en 1545.
A dialogue between Reginald Pole and Thomas Lupset est une œuvre imaginaire, à teneur politique, de Thomas Starkey. L'intrigue prend place à l'abbaye de Bisham, T. Starkey s'inspire d'une probable visite de Lupset à Pole en 1529. Ce livre s'inscrit dans la tradition de l'Utopie et du livre de Thomas Elyot, The Boke named the Governour,, publié à la même époque.